# Farneški bik
Bik Farnese (tal. Toro Farnese), ranije u zbirci Farnese u Rimu, masivna je rimska razrađena kopija helenističke skulpture. To je najveća pojedinačna skulptura koja je dosad pronađena iz antičkog doba. Uz ostale farneške starine nalazi se od 1826. u zbirci Museo Archeologico Nazionale Nazionale Napoli u Napulju, inv. Ne. 6002, iako se posljednjih godina ponekad izlaže u Museo di Capodimonte diljem grada. Skulptura u Napulju je znatno restaurirana i uključuje oko baze dijete, psa i druge životinje koje očito nisu u izvornoj kompoziciji, što je poznato iz verzija u drugim medijima.:str. 108.
Plinije Stariji spominje ono što je vjerojatno bila njegova prva verzija kao djelo rodoskih umjetnika Apolonija iz Trallesa i njegovog brata Tauriska, navodeći da je naručeno krajem 2. stoljeća prije Krista i isklesano iz samo jednog cijelog bloka mramora. Uvezen je s Rodosa kao dio izvanredne zbirke umjetnina i skulptura u vlasništvu Asiniusa Polliona, rimskog političara koji je živio tijekom godina između Republike i Principata.
Ova kolosalna mramorna skulpturalna skupina predstavlja mit o Dircei, prvoj ženi Lykosa, kralja Tebe. Vezali su je za divljeg bika Amfion i Zetus, Antiopini sinovi, koji su željeli kazniti Dirku za zlostavljanje njihove majke.

## Ponovno otkriće i rekonstrukcija
Skupina je otkrivena 1546. godine tijekom iskapanja u gimnaziji Rimskih termi Caracalla, koje je naručio papa Pavao III. u nadi da će pronaći drevne skulpture koje će krasiti Palazzo Farnese, raskošnu rezidenciju obitelji Farnese u Rimu. Ova skulptura datirana je u Severijansko razdoblje (222.-235. godine).:str. 334.
Za razliku od otkrića Farneškog Herkula i Latinskog Herculesa iz ovog iskapanja, za koje je dokumentirano njihovo mjesto, jedina referenca na ovu skupinu je iz gravure Etiennea du Peraca iz 1595. o ruševinama kupališta, koja prikazuje kraj east palestra, koji kaže: "...u vrijeme Pavla III. pronađeno je mnogo prekrasnih fragmenata kipova i životinja koji su u antici bili u jednom komadu ... i kardinal Farnese dao je [to] podići sada u svojoj Palazzo."
Grupa je doživjela značajnu restauraciju u 16. stoljeću, kada ju je Michelangelo planirao upotrijebiti za fontanu koja će biti postavljena u središtu vrta između Palazzo Farnese i Villa Farnesina.:str. 334. Također je mogao biti prilagođen za ovu upotrebu ubrzo nakon što je pronađen, što potvrđuju opisi iz doba renesanse. Daljnje obnove izvršene su u 18. i 19. stoljeću. Godine 1883. Domenico Monaco, kustos (tadašnjeg) Nacionalnog muzeja u Napulju, primijetio je da je originalna skulptura isklesana iz bloka mramora dimenzija 3,66 m × 2,75 m; nakon restauracije, opseg djela je otprilike 3,3 m sa svake strane i preko 4 m visine. Danas skulptura teži 21,8 tona.
Tvrdilo se da skulptura koju je zabilježio Plinije u svojoj Povijesti prirode ne bi mogla biti Farneseov bik, koji je umjesto toga rimska verzija iz 3. stoljeća nove ere, napravljena posebno za Caracalline terme. Drugi znanstvenici to osporavaju, tvrdeći da bi, budući da se djelo izvorno nalazilo u obližnjem Horti Asiniani, ili vrtovima Asiniani, koje je posjedovala obitelj Pollio, naručivanje kopije posebno za Baths značilo da bi oba djela bila izložena vrlo blizu.
Prikazan je u filmu Putovanje u Italiju iz 1954. zajedno s Farneškim Herkulom. Henry Peacham, u The Compleat Gentleman, kaže da "nadmašuje sve ostale kipove na svijetu po veličini i izradi".
- Farneški bik kako je prikazan u Encyclopædia Britannica (11. izdanje), v. 12, 1911, ploča I, između str. 480 i 481 (ili str. 472 i 473, ovisno o izdanju), sl. 51.
- Kosi pogled sprijeda na Farneškog bika. Imajte na umu da rasvjeta uvelike utječe na izgled mramora.
- Detaljan prikaz glave bika i muške figure koja je drži za rogove.
- Pogled s prednje strane, uglavnom snimljen uz prirodno svjetlo.
- Pogled sprijeda, snimljen prvenstveno pomoću umjetnog svjetla.
- Pogled sa strane koji prikazuje stojeću žensku figuru koja je zaklonjena kada se djelo gleda sprijeda.
- Pogled straga, koji prikazuje dodatne detalje u podnožju, oslonac za jednu od muških figura i stojeću žensku figuru.
- Gipsani odljev bika Farnese u Gipsformerei, Berlin-Charlottenburg, Njemačka

## Vanjske poveznice
- Museo Archeologico Nazionale di Napoli
- Popis antičkih umjetničkih i arhitektonskih djela poznatih u renesansi